# Tympanocryptis
Tympanocryptis – rodzaj jaszczurek z podrodziny Amphibolurinae w obrębie rodziny agamowatych (Agamidae).

## Zasięg występowania
Rodzaj obejmuje gatunki występujące w Australii (Australijskie Terytorium Stołeczne, Nowa Południowa Walia, Terytorium Północne, Queensland, Australia Południowa, Wiktoria i Australia Zachodnia).

## Systematyka

### Etymologia
- Tympanocryptis: gr. τυμπανον tumpanon „bęben”[6]; κρυπτος kruptos „ukryty”, od κρυπτω kruptō „ukryć”[7].
- Rotundacryptus: łac. rotundus „okrągły”, od rota „koło”; κρυπτος kruptos „ukryty”, od κρυπτω kruptō „ukryć”[3]. Gatunek typowy: Tympanocryptis cephalus Günther, 1867.

### Podział systematyczny
Do rodzaju należą następujące gatunki:

- Tympanocryptis argillosa Melville, Chaplin, Hipsley, Sarre, Sumner & Hutchinson, 2019
- Tympanocryptis centralis Sternfeld, 1925
- Tympanocryptis cephalus Günther, 1867
- Tympanocryptis condaminensis Melville, Smith, Hobson, Hunjan & Shoo, 2014
- Tympanocryptis darlingensis Chaplin, Wilson, Sumner & Melville, 2023
- Tympanocryptis diabolicus Doughty, Kealley, Shoo & Melville, 2015
- Tympanocryptis einasleighensis Chaplin, Wilson, Sumner & Melville, 2023
- Tympanocryptis fictilis Melville, Chaplin, Hipsley, Sarre, Sumner & Hutchinson, 2019
- Tympanocryptis fortescuensis Doughty, Kealley, Shoo & Melville, 2015
- Tympanocryptis gigas Mitchell, 1948
- Tympanocryptis hobsoni Chaplin, Wilson, Sumner & Melville, 2023
- Tympanocryptis houstoni Storr, 1982
- Tympanocryptis intima Mitchell, 1948
- Tympanocryptis lineata Peters, 1863
- Tympanocryptis macra Storr, 1982
- Tympanocryptis mccartneyi Melville, Chaplin, Hutchinson, Sumner, Gruber, MacDonald & Sarre, 2019
- Tympanocryptis osbornei Melville, Chaplin, Hutchinson, Sumner, Gruber, MacDonald & Sarre, 2019
- Tympanocryptis pentalineata Melville, Smith, Hobson, Hunjan & Shoo, 2014
- Tympanocryptis petersi Melville, Chaplin, Hipsley, Sarre, Sumner & Hutchinson, 2019
- Tympanocryptis pinguicolla Mitchell, 1948
- Tympanocryptis pseudopsephos Doughty, Kealley, Shoo & Melville, 2015
- Tympanocryptis rustica Melville, Chaplin, Hipsley, Sarre, Sumner & Hutchinson, 2019
- Tympanocryptis tetraporophora Lucas & Frost, 1895
- Tympanocryptis tolleyi Melville, Chaplin, Hipsley, Sarre, Sumner & Hutchinson, 2019
- Tympanocryptis uniformis Mitchell, 1948
- Tympanocryptis wilsoni Melville, Smith, Hobson, Hunjan & Shoo, 2014